# Транссексуальность
Транссексуа́льность, или транссексуали́зм — состояние, при котором гендерная идентичность человека не соответствует его зарегистрированному при рождении полу, характеризующееся стремлением жить и функционировать в качестве противоположного пола, и обычно сочетающееся с чувством неадекватности или дискомфорта от своего анатомического пола и желанием совершения  трансгендерного перехода путём гормонального и хирургического вмешательства.
Транссексуальность является одной из трансгендерных идентичностей, однако некоторые транссексуалы отвергают термин «трансгендерность» для описания их состояния или идентичности.
Транссексуальные люди испытывают тяжёлый психологический дискомфорт от несоответствия своего самоощущения со своим зарегистрированным полом и/или социальными ожиданиями. Такой дискомфорт называется гендерной дисфорией, и может приводить к тяжёлым последствиям, вплоть до депрессии и самоубийства. Часто оптимальным решением этой проблемы является трансгендерный переход, включающий гормональную терапию и хирургическую коррекцию пола. Во многих случаях серьёзной дополнительной причиной тяжёлого стресса у транссексуальных людей является дискриминация и трансфобия со стороны окружающих людей и общества в целом.

## Медицинский диагноз
В настоящее время, в обновлённой Международной классификации болезней (МКБ-11), транссексуализм больше не относится к психическим расстройствам, а диагноз именуется «gender incongruence» («гендерное несоответствие») и находится в блоке «conditions related to sexual health» («состояния, относящиеся к сексуальному здоровью»). Полное удаление гендерного несоответствия из классификации не планировалось, так как во многих странах доступ к медицинским услугам зависит от установленного диагноза.
Другая влиятельная классификация, DSM (Диагностическое и статистическое руководство по психическим расстройствам), которая издаётся Американской психиатрической ассоциацией, раньше также содержала диагноз «транссексуализм». Из действующей сейчас пятой редакции этот диагноз был исключён, а вместо него был введён диагноз «гендерная дисфория». Это нововведение отражает консенсус среди членов АПА о том, что транссексуальность сама по себе не является расстройством и что транссексуальные люди не должны подвергаться ненужной стигматизации. Включение диагноза «гендерная дисфория» позволяет транссексуальным людям в США продолжать получать медицинскую помощь в процессе перехода.
Согласно официальной позиции Всемирной профессиональной ассоциации по здоровью трансгендерных людей (WPATH) — крупнейшего в мире объединения врачей и других профессионалов, специализирующихся на работе с трансгендерными и транссексуальными людьми, — транссексуальность, трансгендерность и гендерная неконформность — вопрос разнообразия, а не патологии. Как отмечают эксперты WPATH, выражение гендерных характеристик, в том числе идентичностей, которые не соответствуют стереотипам о поле, приписанном человеку при рождении, является широко распространённым явлением, в разнообразных формах присутствующим в различных культурах, и не должно осуждаться как патологическое или негативное по своей сути. При этом гендерную неконформность следует отличать от гендерной дисфории, которую испытывают некоторые гендерно-неконформные люди.

### Коморбидные психические расстройства
Высока коморбидность транссексуальности с расстройствами личности (преимущественно с нарциссическим, пограничным и диссоциальным расстройством личности).
При психических расстройствах шизофренического спектра — различных формах шизофрении (параноидной, паранойяльной и др.) и шизотипическом расстройстве — широко встречается гендерная дисфория. По некоторым данным, около 25 % больных шизофренией в определённый период жизни переживают гендерную дисфорию и ощущение собственной транссексуальности. Некоторыми исследователями выделялся «вторичный транссексуализм» при шизофрении. Среди лиц, обращающихся к врачам для решения вопроса о смене пола, отдельные исследователи фиксировали от 1,8 до 16 % страдающих шизофренией и другими психическими расстройствами, в российском исследовании эта цифра доходит до 24 %.
При этом в Международной классификации болезней отмечается, что транссексуализм не должен быть симптомом психотических расстройств, в частности шизофрении, или дополнительным признаком каких-либо межполовых, генетических или хромосомных аномалий. Иными словами, классификатор исключает двойную постановку этих диагнозов.

## Распространённость
Согласно американскому Диагностическому и статистическому руководству по психическим расстройствам пятого издания (DSM-5), распространённость гендерной дисфории у биологических мужчин в зрелом возрасте варьирует от 0,005 % до 0,014 %, а у биологических женщин — от 0,002 % до 0,003 %. Данная статистическая информация имеет небольшую погрешность, так как не все люди с дисфорией обращаются в специализированные клиники для хирургической коррекции пола или гормональной заместительной терапии.

## Транссексуальность и трансгендерность
Транссексуальность часто включают в более широкую категорию трансгендерных идентичностей, то есть идентичностей, не совпадающих со стереотипными гендерными ролями. К трансгендерным идентичностям относят кроссдрессеров, гендерквиров и многие другие. Все эти идентичности существенно различаются между собой.
Слова «транссексуал» и «транссексуалка» были впервые предложены врачами и психологами и появились раньше, чем слово «трансгендер». Многие люди, в том числе современные врачи и исследователи, предпочитают использовать слово «трансгендер», а термин «транссексуал/ка» считают устаревшим и унижительным, так как он отражает традицию считать идентичность болезнью. Кроме того, некоторые считают, что слово «транссексуал/ка» вводит в заблуждение, поскольку может создавать ошибочное впечатление, что речь идёт о сексуальности, а не о гендерной идентичности. Другие люди предпочитают обозначать себя как транссексуалов и транссексуалок и возражают против включения себя в спектр трансгендерности. Специалисты по здоровью трансгендерных и транссексуальных людей рекомендуют медицинским работникам использовать при работе с пациентом то обозначение, которое предпочитает сам пациент. В настоящее время термины «транссексуал» и «транссексуалка» вытеснены соответственно терминами «транс-мужчина» и «транс-женщина».

## Транссексуальность и сексуальная ориентация
Транссексуальность не связана напрямую с сексуальной ориентацией: как и все трансгендерные люди, транссексуальные люди могут быть гетеросексуальными, гомосексуальными или бисексуальными.
В прошлом врачи относили транссексуальных людей к гетеросексуалам или гомосексуалам на основании приписанного при рождении пола. Большинство транссексуальных и трансгендерных людей считают такой подход оскорбительным, так как он основан на отрицании их гендерной идентичности. Чтобы избежать путаницы, в современной литературе иногда используют термины «андрофилия» для обозначения влечения к мужчинам и «гинефилия» — к женщинам. Однако недостаток этой терминологии, как и более традиционных обозначений «гетеросексуальность», «бисексуальность», «гомосексуальность», в том, что она не учитывает возможности влечения к другим трансгендерным людям, не вписывающимся в рамки бинарной гендерной системы.

## Причины транссексуальности
Сегодня существует ряд объяснений причин транссексуальности. Выдвигаются теории, связанные с генетикой, структурой мозга, деятельностью мозга и воздействием андрогенов во время внутриутробного развития. Также есть теории, связывающие транссексуальность с психологическими и поведенческими факторами. Эти теории не обязательно являются взаимоисключающими.

### Строение мозга транссексуальных людей
Cуществуют исследования, которые выявляют отличия в строении некоторых участков мозга транссексуальных людей по сравнению со строением соответствующих участков мозга у цисгендерных людей того же приписанного при рождении пола и сходства со строением этих участков у людей противоположного приписанного пола. При этом различия в строении мозга, связываемые с транссексуальностью, не уникальны. Сходные различия в строении мозга обнаруживаются между геями и гетеросексуальными мужчинами, так же как и между лесбиянками и гетеросексуальными женщинами.

### Психологические и социальные причины
В 1980-е годы в рамках бихевиористской психологии был выдвинут ряд теорий, связывающих транссексуальность с ранними психологическими травмами и «неправильным» воспитанием. Некоторые из этих теорий легли в основу попыток репаративной терапии, то есть перевоспитания транссексуальных людей. Однако дальнейшие исследования и клиническая практика доказали неэффективность такого подхода и многочисленные ошибки соответствующих теорий, в частности игнорирование эмпирических данных. С точки зрения современной медицины, репаративная терапия также считается противоречащей врачебной этике.

### Значение исследований и дебатов о причинах транссексуальности
Как отмечает исследовательница Линн Конвей, дебаты о причинах транссексуальности среди учёных и широкой публики во многом обусловлены стигматизацией транссексуальных людей: поскольку транссексуальность часто считается нежелательным состоянием, вопрос о её причинах нередко поднимается в дискуссиях о том, что с ней делать. При этом аргументы в пользу врождённости транссексуальности используются как для того, чтобы укрепить стигматизацию транссексуальных людей как психически нездоровых, так и для того, чтобы оправдать их право на доступ к медицинской помощи и признание в обществе.
С практической точки зрения, вопрос о причинах транссексуальности не имеет принципиального значения, поскольку клиническая практика и многочисленные исследования уже доказали, что эффективным способом снижения стресса, достижения физического, ментального и социального благополучия для транссексуальных и трансгендерных людей является предоставление доступа к медицинской коррекции пола и смене документов.

## Трансгендерный переход
Трансгендерный переход совершают многие не только транссексуальные, но и другие трансгендерные и гендерно-неконформные люди. Переход может включать в себя смену гендерной роли (социальный переход), ряд медицинских процедур, в частности заместительную гормональную терапию и хирургические операции, смену паспортного имени и юридического пола. Современные эксперты единогласны в том, что как медицинская, так и социальная и юридическая коррекция пола является медицинской необходимостью. При этом объём необходимых изменений определяется индивидуальными потребностями каждого конкретного человека и не может навязываться извне. В частности, многим людям для облегчения или полного избавления от гендерной дисфории не требуется хирургических операций на гениталиях, в то время как другим такие операции могут быть необходимы.
Многочисленные исследования и клиническая практика доказывают, что медицинская коррекция пола высокоэффективна, в то время как лишение пациентов доступа к необходимым им процедурам по коррекции пола приводит к разрушительным последствиям для их благополучия, здоровья и жизни.
Процедуры получения диагноза и доступа к процедурам коррекции пола различаются в разных странах. Согласно Стандарту оказания медицинской помощи транссексуальным, трансгендерным и гендерно-неконформным людям, который издаётся Всемирной профессиональной ассоциацией по вопросам здоровья трансгендеров, критериями для доступа к гормональной терапии и хирургическим операциям по коррекции пола является наличие устойчивой и подтверждённой гендерной дисфории и информированное согласие пациента.
В большинстве случаев транссексуальные люди удовлетворены результатом хирургической коррекции пола, а трудности, связанные с отсутствием опыта, часто носят временный характер и преодолеваются в пределах года. Исследования показывают, что о хирургической коррекции пола сожалеют менее 1 % прооперированных, и немногим меньше чем 1 % прибегают к суициду. При этом связь самоубийства с хирургическими операциями эмпирически не подтверждается. В целом современные исследования показывают неоспоримый благоприятный эффект медицинских процедур по коррекции пола для здоровья и благополучия трансгендерных и транссексуальных людей. Удовлетворённость результатами коррекции пола растёт с повышением качества оказания медицинской помощи трансгендерным и транссексуальным пациентам.

## Депатологизация
В последние годы во всём мире ведутся дискуссии о депатологизации транссексуальности, то есть о её исключении из перечня психических расстройств. Многие транссексуальные люди обращались во Всемирную организацию здравоохранения с просьбой исключить диагноз «транссексуализм» из перечня расстройств личности в МКБ. С рекомендацией исключить диагноз «транссексуализм» из перечня расстройств личности в новой, 11-й редакции МКБ, которая вступит в силу 1 января 2022 года, также выступила Всемирная профессиональная ассоциация по здоровью трансгендерных людей (WPATH). Согласно Джокьякартским принципам — международному документу о правах человека в отношении сексуальной ориентации и гендерной идентичности, отнесение транссексуальности к психическим расстройствам является нарушением прав человека.
Как указывают специалисты, разнообразные формы гендерного выражения, выходящие за пределы бинарной гендерной системы, широко распространены в разных культурах мира. Сам по себе факт несовпадения гендерной идентичности человека и приписанного при рождении пола не подпадает под принятое в современной науке определение психического расстройства — состояния, вызывающего стресс или ограничение возможностей. При этом есть два состояния, которые часто встречаются у трансгендерных и транссексуальных людей и могут быть классифицированы как расстройства: это гендерная дисфория и стресс, возникающий как реакция на дискриминацию и трансфобию, который иногда называют стрессом меньшинств. Задачей медицинских работников является оказание помощи пациентам для преодоления этих видов стресса, но не «лечение» или «исправление» их идентичности.
Эксперты также отмечают, что диагноз «транссексуализм» не должен использоваться как обязательное требование для социального перехода, в том числе смены документов, так как многие трансгендерные и гендерно-неконформные люди, для которых эти процедуры являются медицинской необходимостью, не являются транссексуальными, то есть не идентифицируют себя с полом, противоположным приписанному при рождении.

## Общественное мнение

### В России
В 2014 году опрос Левада-центра показал, что основная масса респондентов относится к транссексуальности с раздражением (30 %) или негодованием (36 %); ответы «благожелательно» (2 %) и «вполне терпимо» (6 %) выбрало менее десятой доли опрошенных. 23 процента ответили, что транссексуальность не вызывает у них особых чувств.

## Транссексуальность и религия
Большинство мировых религий не имеют чёткой позиции относительно транссексуальности. Религиозные догмы, как правило, касаются в целом гендерной неконформности. При этом многие конфессии позволяют, а некоторые приветствуют полноценное участие гендерно-вариантных людей в религиозной жизни, в том числе получение ими духовного сана. Русская православная церковь — одна из немногих церквей, которая публично выступила с официальной позицией: согласно Основам социальной концепции Русской православной церкви, транссексуальность считается «бунтом против Творца», а гендерная идентичность транссексуальных людей отрицается.